# Васкрсење (роман)
Васкрсење (рус. Воскресение) је роман писца Лава Николајевича Толстоја који је изазвао праву буру у друштвено-политичком животу тадашње Русије и који је дао повода реакционарним круговима да Толстој буде екскомунициран из православне цркве. Главни ликови романа су Дмитрије Иванович Нехљудов и Катјуша Маслова.

## Историјска позадина
Тему за нови роман дао је Толстојев пријатељ Анатолиј Кони. Испричао је Толстоју причу о човеку који му је дошао да би добио правну помоћ. Као младић, овај човек је завео лепу девојку сироче од шеснаест година која је одведена у кућу рођака младића када су јој родитељи умрли. Када је њена добротворка приметила трудноћу девојчице, отерала ју је. Напуштена од свог заводника, девојка је, након безнадежних покушаја да поштено заради за живот, постала проститутка. Откривена је у крађи новца од једног од својих пијаних гостију у јавној кући, девојка је ухапшена. Судбина је у пороту која је судила случај ставила њеног заводника. Савест му се пробудила на неправедност његовог понашања, одлучио је да ожени девојку која је осуђена на четири месеца затвора. Кони је закључио своју причу испричавши да се пар заиста венчао, али убрзо након што јој је истекла казна, девојка је умрла од тифуса. Толстој је био дирнут Конијевом причом, делом зато што је личила на инцидент из његовог живота. Јер непосредно пре своје смрти испричао је свом биографу два завођења у свом животу која никада није могао да заборави: „Други је злочин који сам починио са слушкињом Машом у кући моје тетке. Била је девица. Ја сам је завео, а она је отпуштена и пропала.“ (иако је заправо, како каже П. Басински, касније радила у кући Толстојеве сестре).
У августу 1898, након дугог разматрања и консултација са колегама, Толстој је одлучио да брзо заврши ауторска права и прода их како би помогао емиграцији најпрогоњеније трећине пацифистичког духовног хришћанина духобораца из Русије у Канаду. Завршио га је децембра 1899.
Књига је требало да буде објављена серијски истовремено у Русији, Немачкој, Француској, Енглеској и Америци, како би се брзо прикупила средства и дало му времена да заврши причу, али је одложена због „тешкоћа“ са уговором због којих су делови морали бити цензурисани и скраћени. Појавио се у популарном руском недељнику Нива који је илустровао Леонид Пастернак и у америчком месечном часопису Cosmopolitan као Буђење . Многи издавачи су штампали своја издања јер су претпостављали да се Толстој одрекао свих ауторских права као што је то учинио са претходним књигама. Комплетан текст објављен је у Русији тек 1936. године, а на енглеском 1938.
Толстојев допринос од 34.200 рубаља тешком положају духовораца (17.000 долара) је неколико пута признат као знак захвалности.
Један од ликова, Топоров, је очигледна карикатура Константина Победоносцева, тада обер-прокуратора Најсветијег Синода.

## Заплет
Прича говори о племићу по имену Дмитриј Иванович Нехљудов, који тражи искупљење за грех почињен годинама раније. Када је био млађи човек, на имању својих тетака, заљубио се у њихову штићеницу, Катјушу (Катерина Михајловна Маслова), која је једној тетки кумче. Међутим, након што је отишао у град и постао искварен пићем и коцкањем, враћа се две године касније на имање својих тетака и сексуално злоставља Катјушу, остављајући је трудном. Затим је избацује његова тетка и суочава се са низом несрећних и непријатних догађаја, пре него што заврши да ради као проститутка, под именом Маслова.
Десет година касније, Нехљудов је члан пороте која девојку Маслову осуђује на затвор у Сибиру због убиства (тровања клијента који ју је претукао, злочин за који је она невина). Књига говори о његовим покушајима да јој практично помогне, али се фокусира на његову личну менталну и моралну борбу. Одлази да је посети у затвору, упознаје друге затворенике, чује њихове приче и полако схвата да се испод његовог позлаћеног аристократског света, а за њега невидљивог, крије много већи свет суровости, неправде и патње. Прича за причом чује, па чак и види људе оковане без разлога, претучене без разлога, затворене у тамнице доживотно без разлога, и дванаестогодишњег дечака који спава у језеру људске балеге из препуног клозета јер нема другог места на затворском поду, али држећи се у узалудној потрази за љубављу за ногу човека поред себе, све док књига не постигне бизаран интензитет ужасног грозничавог сна. Одлучује да се одрекне своје имовине и пренесе власништво на своје сељаке, остављајући их да се свађају око различитих начина на које могу да организују имање, и прати Катјушу у изгнанство, планирајући да се ожени са њом. На њиховом дугом путовању у Сибир, она се заљубљује у другог мушкарца, а Нехљудов даје свој благослов и ипак бира да живи као део казнене заједнице, тражећи искупљење.

## Пријем и критика
Говорећи о руској нацији, Вилијам Џејмс је рекао: „Посебно су ме погодиле две књиге. Васкрсење Толстоја и Браћа Карамазови Достојевског. Мени се чини да ликови приказани у њима долазе са друге планете, где је све другачије и боље. Они су случајно слетели на земљу и изнервирани су због тога, скоро увређени. Има нечег детињастог, домишљатог у њима, а подсећа се на тврдоглавост поштеног алхемичара који верује да је способан да открије 'узрок свих узрока'.“
Упркос раном успеху, данас Васкрсење није толико познато као дела која су му претходила. Обично се сматра инфериорним у односу на Рат и мир и Ану Карену, иако се и даље означава као веома важно књижевно остварење и дело које помаже да се разуме руска револуција. Неки писци су рекли да Васкрсење има ликове који су једнодимензионални и да у целини књизи недостаје Толстојева ранија пажња на детаље. До овог тренутка, Толстој је писао стилом који је фаворизовао смисао у односу на естетски квалитет.
Брајан Алдис га описује највећим Толстојевим романом.
За јапанског режисера Кенџија Мизогучија кажу да је сматрао да је „Сва мелодрама заснована на Толстојевом Васкрсењу“.

## Адаптације
Оперативне адаптације романа укључују Васкрсење (1904) италијанског композитора Франка Алфана, Взкриесение (1960) словачког композитора Јана Цикера и 904) by Italian composer Franco Alfano, Vzkriesenie (1960) by Slovak composer Ján Cikker, and Resurrection америчког композитора Тода Мачовера . Тонска песма француског композитора Алберта Русела из 1903. године Résurrection инспирисана је романом.
Поред тога, разне филмске адаптације, укључујући руски филм Катјуша Маслова редитеља Петра Чардинина (1915, прва филмска улога Наталије Лисенко); јапански филм Кенђија Мизогучија из 1937. под називом Aien kyo; италијански филм из 1944.  Васкрсење; верзија кинеског филма из 1949. под називом "蕩婦心" (Заборављена жена) са Баи Гуангом у главној улози; и снимљен је руски филм из 1960. године у режији Михаила Швајцера са Јевгенијем Матвејевим, Тамаром Семином и Павлом Масалским у главним улогама.
Најпознатија филмска верзија је, међутим, филм на енглеском језику Семјуела Голдвина из 1934. Живимо поново, са Фредриком Марчем и Аном Стен у главним улогама, а режирао га је Рубен Мамулијан. Филм Кенђија Мизогучија из 1937. г. Право љубави и мржње инспирисан је Ресуррецтион, а италијански редитељи Паоло и Виторио Тавијани објавили су свој ТВ филм Resurrezione 2001. Шпански режисер Алберто Гонзалес Вергел објавио је свој ТВ филм Resureccion 1966. године.
Мини-серија у продукцији Би-Би-Си-ја Resurrection из 1968. године поново је емитована у САД на Masterpiece Theatre, а индијски филм Баркха Бахар из 1973. заснован је на овом роману.
Индијско-бенгалска филмска адаптација под називом "জীবন জিজঞাসা" (Jibon Jiggasha) објављена је 1971. године, у режији Пијуш Босе.
Јапанска женска музичка позоришна група Takarazuka Revueе је два пута усвојила роман у мјузикл. Прво 1962. као "カチューシャ物語" (Катјушина прича), у извођењу Звездане трупе са Јачијо Касуганом у главној улози; и 2012. као „復活 －恋か終わり、愛か残った－“ (Resurrection – Love Remains After the Affair Ends).
Би-Би-Си Радио 4 емитовао је дводелну адаптацију романа Роберта Фореста 31. децембра 2006. и 7. јануара 2007. са глумачком поставом која укључује Кетрин Ајго као Катерина, Ричарда Дилана као принца Дмитрија, Вивијен Диксон као Лидију и Џоану Топ као Вера.

## У популарној култури
Рајф за косу у стилу Алисе у земљи чуда у Јапану се зове Катјуша по лику који га је носио у позоришној представи и популаризовао га.
У ТВ серији Господин Робот, Васкрсење је чест мотив. То је омиљена књига главног лика и често је приказана у кадру са главним јунаком.